# Friedrich Justin Bertuch
Friedrich Johann Justin Bertuch, född den 30 september 1747, död den 3 april 1822, var en tysk publicist och konstmecenat. Tillsammans med målaren Georg Melchior Kraus grundade han Fürstliche freie Zeichenschule Weimar 1776. Han var gift med Caroline Bertuch och far till författaren Karl Bertuch.
Bertuch översatte fransmannen Charles Perraults Le petit chaperon rouge till tyska och publicerades den med titeln Rotkäppchen i "Die Blaue Bibliothek aller Nationen" 1790. Sagan omarbetades senare av bröderna Grimm och är på svenska känd som Rödluvan.
Asteroiden 10067 Bertuch är uppkallad efter honom.